# Augustin Bizimungu
Augustin Bizimungu (28. kolovoza 1952.), bivši general Ruandskih oružanih snaga. Tijekom 1994. kratko je bio načelnik Glavnog stožera. Tada je obučavao pripadnike Interahamwea za provođenje genocida i dijelom rukovodio njime. Hutu po pripadnosti narodu, bio je potpukovnik do 6. travnja 1994. kada je poslije smrti načelnika Glavnog stožera (u avionskoj nesreći) unaprijeđen u glavnog pukovnika, da bi naposljetku postao i general.
ICTR je 12. travnja 1992. izdao nalog za hitanje Bizimungua koji je tada surađivao s angolskim pobunjenicima. Tijekom kolovoza 2002. je uhićen i prebačen na suđenje u Arushu.